# Zaragoza (Kolumbia)
Zaragoza – miasto w Kolumbii, w departamencie Antioquia.